# Cirque Lamy
Pour les articles homonymes, voir Lamy.
Le Cirque Lamy est un cirque français fondé en 1836.

## Histoire
Aujourd'hui les descendants de cette famille, Serge et Yann Verquin-Lamy, perpétuent la tradition et présentent des spectacles qu'ils produisent dans des halls palais des sports, toujours sous l'enseigne Cirque Lamy frères. 
Serge s'occupe également d'un Cirque de bienfaisance European shrine Circus dont les recettes sont destinées à venir en aide à des enfants gravement handicapés ou brûlés nécessitant de grands soins hospitaliers.
Quant aux descendants directs de Pierre Lamy, son fils Charly Lamy et son petit-fils Laurent Lamy, ils continuent à faire des galas dans le Sud de la France.